# Filobiblión
Filobiblión es un libro que contiene un tratado escrito por el obispo de Durham, Ricardo de Bury, poco antes de su muerte en el año de 1345, que se refiere al amor hacia los libros, a su preservación, organización y cuidado.

## Del libro
Escrito originalmente en latín, está estructurado en veinte capítulos, cada uno de los cuales trata sobre un tema relacionado al cuidado o al interés de los libros.
La autoría del libro fue en cierta época discutida ya que el biógrafo de De Bury, William de Chambres, no mencionó la obra en su relato biográfico. Se creyó que Robert Holkot, capellán de Ricardo de Bury, había sido el autor; sin embargo, en la actualidad los expertos están de acuerdo basados en evidencia, primordialmente de carácter autodescriptivo, en que fue el obispo de Durham quien escribió el tratado.
De acuerdo con algunos estudiosos el Filiobiblión es uno de los principales textos medievales sobre el tema del cuidado de los libros y la correcta administración de una biblioteca. Se plantean en el tratado varias técnicas innovadoras para la época, entre otras cuestiones, para controlar adecuadamente la circulación de las obras en una biblioteca pública. La obra fue citada con frecuencia entre autores del siglo XV.  Tomás de Kempis, autor del libro Imitación de Cristo, tomó prestado todo un capítulo del Filobiblión para uno de sus propios libros y Mathaus Hummel leyó directamente de la obra del obispo de Durham en la inauguración de la Universidad de Friburgo.
Se ha dicho que el libro es un legado de alguien que amó entrañablemente a los libros, en un medio y época en que estos no eran tan respetados y queridos.
Escrito en 1345, el Filiobiblón ha sido reeditado numerosas veces desde entonces. La segunda edición ocurrió en Colonia en 1473, la tercera en Espira, en 1483, y la cuarta en París en 1500.  Transcurrió casi un siglo para que volviera a ser publicado en Inglaterra, por Thomas James en 1599.